# Bela Suíça
Bela Suíça é um bairro localizado na zona sul de Londrina, no estado do Paraná, no Brasil.

## Características
É um considerado um bairro nobre, uma vez que concentra um considerável número de residências de alto padrão. Em 1991, Bela Suíça era o bairro com o metro quadrado mais caro de Londrina. Apesar da valorização de 643% nas três décadas até 2021, o bairro foi um dos que menos se valorizou no período, tornando-se o quinto mais caro da cidade (atrás de Guanabara, Forest, Palhano e Sun Lake).
Em maio de 2022, o Instituto de Pesquisa e Planejamento Urbano de Londrina (Ippul) recebeu um pedido de parte dos residentes para alterar o zoneamento do bairro, permitindo a construção de prédios e indústrias. Um levantamento feito pela associação de moradores com 100 casas indicava que 55% era contrário à mudança. Em agosto do mesmo ano, já havia notícia da construção de prédios de luxo.

## Principais vias[1]
- Av. Adhemar Pereira de Barros
- Av. Madre Leônia Milito
- R. Assunção
- R. Cruzeiro do Sul
- R. Lausanne
- R. Lima
- R. Santiago

## Subdivisões[1]
- Chácaras Bela Suíça
- Jardim Bela Suíça
- Pôr-do-Sol
- Recanto Nobre